# Landkreis Limburg-Weilburg
Landkreis Limburg-Weilburg er en Landkreis i regierungsbezirk Gießen i den vestlige del af tyske delstat Hessen.  
Den grænser til følgende landkreise: Lahn-Dill-Kreis i nord, Hochtaunuskreis i øst, Rheingau-Taunus-Kreis i syd. Delstaten Rheinland-Pfalz og dens 2 kreise Rhein-Lahn-Kreis og Westerwaldkreis grænser op til vest.
Limburg an der Lahn fungere som administrationsby.

## Geografi
Limburg-Weilburg er placeret imellem bjergområderne Westerwald og Taunus.

## Byer og kommuner
Kreisen havde 172083  indbyggere pr.  2018-12-31

| Byer | Kommuner |  |
| --- | --- |  |
| 1. Limburg a. d. Lahn (35243) 2. Bad Camberg (14263) 3. Weilburg (12990) 4. Hadamar (12480) 5. Runkel (9303) Flækker 1. Mengerskirchen (5707), Gemeinde 2. Merenberg (3237), Gemeinde 3. Villmar (6756), Gemeinde 4. Weilmünster (8753), Gemeinde | 1. Beselich (5707) 2. Brechen (6527) 3. Dornburg (8434) 4. Elbtal (2421) 5. Elz (8155) 6. Hünfelden (9589) 7. Löhnberg (4477) 8. Selters (Taunus) (7952) 9. Waldbrunn (Westerwald) (5753) 10. Weinbach (4336) |  |